# Visitazione (Albertinelli)
La Visitazione è un dipinto a olio su tavola (232,5x146,5 cm) di Mariotto Albertinelli, datato 1503 e conservato negli Uffizi di Firenze.

## Storia
L'opera, secondo la testimonianza di Vasari, proviene dalla chiesa di San Michele in Palchetto, dove decorava la cappella di Sant'Elisabetta della congrega dei Preti. Dal 1517 la stessa chiesa venne ridedicata alla madre del Battista. Nel 1503, data iscritta su entrambi i pilastri, l'Albertinelli aveva interrotto la sua collaborazione con Fra Bartolomeo, che nel frattempo aveva preso i voti come domenicano, ma tre disegni del collega nel Cabinet des Dessins del Louvre (5556, 5557 e 5560) dimostrano come la concezione dell'opera è collaborativa, risalente a un periodo precedente.
Il restauro del 1995 ha ribadito l'autografia dell'Albertinelli, in gran parte senza aiuti.

## Descrizione e stile
Sullo sfondo di un portico aperto sul paesaggio, ripreso dalle opere di Perugino, avviene l'abbraccio tra Maria e sant'Elisabetta. L'orizzonte basso e la dimensione maggiore del naturale danno alle figure una straordinaria monumentalità, esaltata anche dalla solenne lentezza dei gesti e dalle ampie campiture corpose di colori base, azzurro per il manto di Maria, rosso per la sua veste, giallo-arancione intenso e verde per gli abiti di Elisabetta, uniti al bianco del suo velo. La stesura quasi metallica sembra anticipare il Tondo Doni di Michelangelo e ne fa sicuramente il contributo più importante dell'Albertinelli alla pittura fiorentina, nel generale oscillare tra passato e modernità delle sue opere.
L'uso particolare del colore e della luce dà alle figure una forte plasticità, rendendole particolarmente vive. Si guardi a tal proposito il solido appoggio sul suolo, oppure la naturalezza dei gesti, come la stretta di mano e l'abbraccio, nonché l'avvicinarsi dei volti per scambiarsi un bacio riverente. Le erbette in terra mostrano un'indagine botanica dal vero, derivata dall'esempio di Leonardo da Vinci. La semplice ma monumentale struttura, i rigorosissimi rapporti spaziali e la perfetta rappresentazione dei sentimenti ne fanno un esempio perfetto di classicismo cinquecentesco.
L'opera è dotata di predella in tre scomparti (23x149,5 cm in totale), con Annunciazione, Adorazione del Bambino e Circoncisione di Gesù.
Predella della Visitazione